# 카렐 라후네크
카렐 라후네크(체코어: Karel Rachůnek, 1979년 8월 27일 ~ 2011년 9월 7일)는 체코의 아이스하키 선수이며, 포지션은 수비수이다.
1997년 체코 엑스트라리가의 PSG 즐린에서 데뷔했으며, 그 해 NHL 드래프트에서 9순위로 오타와 세너터스의 선택을 받았다. 하지만 곧바로 이적하지는 않고 계속 PSG 즐린에서 활약한 뒤 1999년 오타와 세너터스와 계약했으나, 곧바로 인터내셔널 하키 리그의 그랜드래피즈 그리핀스로 팀을 옮겨 활약한 뒤 시즌 종료 후 오타와 세너터스로 복귀하였다. 이후 2002년 콘티넨탈 하키 리그의 로코모티프 야로슬라블에 입단했으며, 시즌 도중 아메리칸 하키 리그의 빙엄턴 세너터스로 이적해 활약했다가 시즌 종료 후 오타와 세너터스로 돌아왔다. 그 뒤 2003년 시즌 도중 뉴욕 레인저스로 팀을 옮겼으며, 2004년 체코 엑스트라리가의 오를리 즈노이모에 입단해 활약했다가 시즌 도중 로코모티프 야로슬라블 소속으로 활약한 뒤 시즌 종료 후 뉴욕 레인저스로 복귀하였다. 이후 2006년 뉴저지 데블스로 이적했으며, 2008년 콘티넨탈 하키 리그의 HC 디나모 모스크바와 계약해 활약했다가 2010년 로코모티프 야로슬라블로 복귀하였다.
또한 체코 아이스하키 국가대표팀 소속으로 세 번의 세계 아이스하키 선수권 대회(2009년, 2010년, 2011년)에 출전했으며, 이 중 2010년 세계 남자 아이스하키 선수권 대회 금메달 및 2011년 세계 남자 아이스하키 선수권 대회 동메달을 따는 데 기여하였다.
2011년 9월 7일 HC 디나모 민스크와의 콘티넨탈 하키 리그 개막전을 치르기 위해 Yak-42를 타고 이동하던 도중 벨라루스 민스크-1 공항에서 2km 떨어진 지점에서 항공 사고가 발생했으며, 라후네크를 포함한 탑승객 44명이 그 자리에서 사망하였다.

## 같이 보기
- 로코모티프 야로슬라블 비행기 추락 사고